# August Gödrich

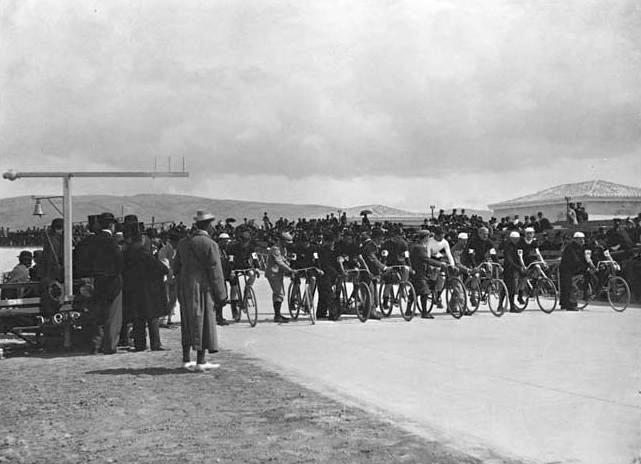
Start zum Radrennen bei den Olympischen Spielen in Athen 1896

August Gödrich (* 25. September 1859 in Gerlsdorf; † 16. März 1942 in Fulnek) war ein deutscher Sportler. Er ist auch mit den Namen August Edler von Goedrich oder Anton (von) Gödrich belegt.
August Gödrich diente zunächst als Offizier in der k.u.k. Armee und war später in einer Fahrradfabrik tätig. 1887 zog er nach Athen, von wo aus er per Fahrrad den Nahen Osten besuchte. Später machte er eine Reise mit einem 45 Kilogramm schweren Hochrad quer durch Europa und berichtete anschließend von abenteuerlichen Erlebnissen. Er soll zwölf Sprachen beherrscht haben. 1891 nahm er am Kongress der Deutschen Radfahrer-Union in Berlin teil, wozu er aus Athen anreiste und dabei die Strecke von Brindisi nach Berlin per Rad zurücklegte. Im selben Jahr stellte er auf dem Hochrad zwei Rekorde auf: 12 Stunden für 301,1 Kilometer sowie 24 Stunden für 523,5 Kilometer.
Gödrich, der als Gutsbesitzer in Athen ansässig war und deshalb für Griechenland startete, belegte bei den Olympischen Spielen von 1896 im Straßenrennen über 87 Kilometer von Athen nach Marathon den zweiten Platz und gewann damit die Bronzemedaille. Trotz eines schweren Sturzes kam er in 3:42:18 Stunden hinter dem Sieger, dem Griechen Aristidis Konstantinidis, ins Ziel.
1936 war Gödrich als Ehrengast zu den Olympischen Spielen in Berlin eingeladen. Die Strecke von seinem Wohnort Troppau nach Berlin legte der 76-Jährige mit dem Fahrrad zurück.